# Kanton Angers-7
Der Kanton Angers-7 ist seit 1973 ein französischer Wahlkreis in den Arrondissements Angers und Saumur, im Département Maine-et-Loire und in der Region Pays de la Loire. Sein Hauptort ist Angers.

## Gemeinden
Der Kanton besteht aus sechs Gemeinden und Gemeindeteilen mit insgesamt 45.977 Einwohnern (Stand: 1. Januar 2022) auf einer Gesamtfläche von 155,79 km²:
| Gemeinde             | Einwohner 1. Januar 2022 | Fläche km² | Dichte Einw./km² | Code INSEE | Postleitzahl               | Arrondissement |
| -------------------- | ------------------------ | ---------- | ---------------- | ---------- | -------------------------- | -------------- |
| Angers               | 8.172                    | 0,45       | 18.160           | 49007      | 49000, 49100               | Angers         |
| La Ménitré           | 2.057                    | 17,37      | 118              | 49201      | 49250                      | Saumur         |
| Le Plessis-Grammoire | 2.649                    | 9,14       | 290              | 49241      | 49124                      | Angers         |
| Loire-Authion        | 16.588                   | 113,66     | 146              | 49307      | 49140, 49250, 49630, 49800 | Angers         |
| Sarrigné             | 891                      | 2,97       | 300              | 49326      | 49800                      | Angers         |
| Trélazé              | 15.620                   | 12,20      | 1.280            | 49353      | 49800                      | Angers         |
| Kanton Angers-7      | 45.977                   | 155,79     | 295              | 4907       | –                          | –              |

1. ↑   Nur der südöstliche Teil der Gemeinde, der Rest verteilt sich auf die Kantone Angers-1, Angers-2, Angers-3, Angers-4, Angers-5 und Angers-6.

## Veränderungen im Gemeindebestand seit 2016
2016: Fusion Andard, Bauné, Brain-sur-l’Authion, Corné, La Bohalle, La Daguenière und Saint-Mathurin-sur-Loire → Loire-Authion